# Cryphoeca lichenum
Espèce
Cryphoeca lichenum est une espèce d'araignées aranéomorphes de la famille des Cybaeidae.

## Distribution
Cette espèce se rencontre en Autriche et en Allemagne.

## Liste des sous-espèces
Selon World Spider Catalog (version 18.5, 28/11/2017) :
- Cryphoeca lichenum lichenum L. Koch, 1876
- Cryphoeca lichenum nigerrima Thaler, 1978

## Publications originales
- L. Koch, 1876 : Verzeichniss der in Tirol bis jetzt beobachteten Arachniden nebst Beschreibungen einiger neuen oder weniger bekannten Arten. Zeitschrift des Ferdinandeums für Tirol und Vorarlberg, vol. 3, no 20, p. 221-354.
- Thaler, 1978 : Die Gattung Cryphoeca in den Alpen (Arachnida, Aranei, Agelenidae). Zoologischer Anzeiger, vol. 200, p. 334-346.